# Giornata mondiale di preghiera

Logo ufficiale dell'iniziativa, in uso dal 1982

La Giornata mondiale di preghiera  (World Day of Prayer) è un'iniziativa ecumenica internazionale di donne cristiane. Si celebra annualmente il primo venerdì di marzo in oltre 170 paesi ed è nata oltre un secolo fa. Il movimento si propone di unire donne di varie etnie, culture e tradizioni in una giornata annuale di preghiera comune, e, in molti paesi, di proseguire per tutto l'anno il rapporto di amicizia, comprensione e azione, nella preghiera e nel servizio.

## Storia
Tradizionalmente, gli inizi della Giornata venivano fatti risalire al 1887 negli Stati Uniti e attribuiti a Mary Ellen James, moglie di un ministro presbiteriano a New York .
Studi più recenti  attribuiscono l'iniziativa ad una decisione comune di diverse organizzazioni religiose femminili statunitensi tra cui anche un gruppo di donne battiste. La più antica risale al 1812 quando la battista Mary Webb di Boston chiamò le donne del New England a riunioni mensili di preghiera per sostenere il lavoro delle missioni.
Queste iniziative incoraggiarono alcune donne ad assumere la guida della preghiera comunitaria per le missioni all'interno delle loro associazioni nonostante la resistenza da parte dei consigli di missione tutti maschili.
La visione dell'unità dei cristiani era considerata essenziale per il loro esercizio della missione.

Il movimento ecumenico non aveva ancora mosso i primi passi (la Conferenza mondiale delle società missionarie protestanti e anglicane di Edimburgo che segnò l'inizio storico dell'ecumenismo è del 1910), ma fin dall'inizio l'iniziativa coinvolse diverse confessioni e presto si diffuse nei paesi confinanti e negli altri continenti.
Nel 1930 la Giornata venne celebrata per la prima volta anche in Europa (Scozia) e nel 1969 vi partecipò ufficialmente anche l'Unione mondiale delle organizzazioni femminili cattoliche (UMOFC).
Nel 1995 si registrò l'appoggio ufficiale delle gerarchie cattoliche.
Inizialmente nota come "Giornata mondiale di preghiera delle donne"(Women's World Day of Prayer), ormai il "delle donne" è stato cancellato perché la preghiera dovrebbe coinvolgere tutta l'umanità, quindi anche gli uomini; tuttavia la Giornata viene ancora tradizionalmente curata da donne.
In Italia l'organizzazione, un tempo affidata alla Federazione delle donne evangeliche in Italia, dal 1994 fa capo a un comitato ecumenico specifico che comprende rappresentanti evangeliche, cattoliche e ortodosse.

## Metodo
Il movimento è organizzato in un Comitato internazionale e in tanti comitati nazionali o regionali. Per la preghiera di ogni anno il Comitato internazionale indica il paese ed il tema specifico su cui incentrare le celebrazioni. Il Comitato del paese prescelto prepara il programma del culto su questi temi da usare nella successiva Giornata mondiale.
Il primo venerdì di marzo, poi, nei culti di tutto il mondo quel paese diventa oggetto della preghiera e della meditazione. Attraverso la preparazione e la partecipazione all'ufficio divino, le donne di tutto il mondo imparano come le loro sorelle di altri paesi, lingue e culture interpretano i brani biblici nel loro contesto. Conoscono le attese e i bisogni di queste donne e solidarizzano con loro.
Il movimento ha adottato il motto Informed Prayer and Prayerful Action a significare il convincimento che preghiera e azione sono inseparabili ed entrambe hanno un'influenza smisurata nel mondo. Infatti le iniziative sono accompagnate ad impegni concreti per la pace, per l’uguaglianza e la tolleranza, per l’ambiente.Il logo rappresenta quattro donne inginocchiate ai quattro punti cardinali della terra a formare una croce.